# Крынки (гмина)
Крынки (пол. Krynki) — городско-сельская гмина (волость) в Польше, входит как административная единица в Сокульский повет, Подляское воеводство. Население — 3528 человек (на 2004 год).

## Демография
| Перепись                       | Всего   | Всего | Женщины | Женщины | Мужчины | Мужчины |
| ------------------------------ | ------- | ----- | ------- | ------- | ------- | ------- |
| Единицы                        | человек | %     | человек | %       | человек | %       |
| Население                      | 3528    | 100   | 1818    | 51,5    | 1710    | 48,5    |
| Плотность населения (чел./км²) | 21,3    | 21,3  | 11      | 11      | 10,3    | 10,3    |

## Поселения
1. Александрувка
2. Бялогорце
3. Борсуковизна
4. Хлодне-Влуки
5. Чумиче
6. Гураны
7. Гурка
8. Ямаше
9. Юровляны
10. Клышавка
11. Крушиняны
12. Крынки
13. Кундзиче
14. Лещаны
15. Лапиче
16. Лосиняны
17. Нетупа
18. Нетупа-Колёня
19. Нетупске
20. Нова-Гжибовщызна
21. Нова-Свидзялувка
22. Острув-Полуднёвы
23. Озераны-Мале
24. Озераны-Вельке
25. Озерске
26. Плебаново
27. Подлипки
28. Подшацилы
29. Раховик
30. Рудаки
31. Санники
32. Серочиньщызна
33. Слобудка
34. Стара-Гжибовщызна
35. Студзянка
36. Шацилы
37. Трейгле
38. Жыличе

## Соседние гмины
1. Гмина Грудек
2. Гмина Шудзялово